# Брезница при Жирех
Брезница при Жирех (словен. Breznica pri Žireh) је насељено место у општини Жири, Горењска регија, Словенија.

## Историја
До територијалне реорганизације у Словенији била је у саставу старе општине Шкофја Лока.

## Становништво
У попису становништва из 2011. године, Брезница при Жирех је имала 50 становника.
| Број становника према пописима | Број становника према пописима | Број становника према пописима |
| ------------------------------ | ------------------------------ | ------------------------------ |
| 1991                           | 2002                           | 2011                           |
| 37                             | 42                             | 50                             |

Напомена: До 1955. исказивано под именом Брезница.